# Dirk Böndel

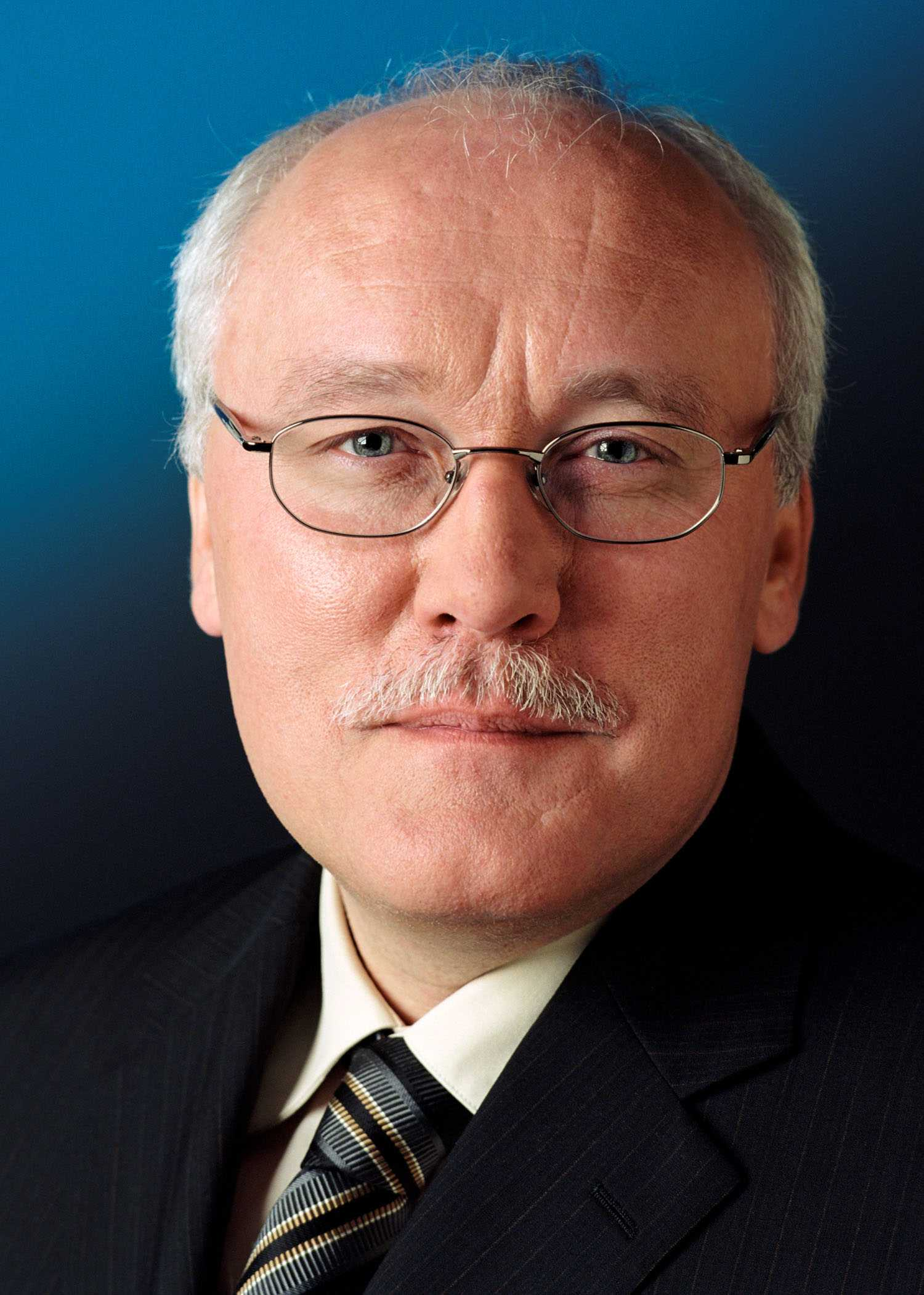
Dirk Böndel

Dirk Böndel (* 1955 in Bad Salzuflen) ist ein deutscher Historiker und war von 2004 bis 2020 Direktor des Deutschen Technikmuseums Berlin.

## Leben
Böndel belegte an der TU Berlin ein Studium der Philosophie, Psychologie und Mathematik. Anschließend studierte er an der gleichen Universität noch Wissenschafts- und Technikgeschichte und promovierte auf diesem Gebiet. Böndels beruflicher Werdegang am Deutschen Technikmuseum Berlin begann 1983 als wissenschaftlicher Volontär, seit 1987 leitet er dort die Abteilung Schifffahrt, wurde im Jahre 2000 zum stellvertretenden und 2003 zum amtierenden Direktor des Museums berufen. In letzterer Funktion führte er das Haus aus schweren innerbetrieblichen Turbulenzen, leitete einen ehrgeizigen Reformprozess ein und gestaltete gleichzeitig als Kurator die im Dezember 2003 neu eröffnete Schifffahrtsausstellung, mit der das Museum seine Besucherzahlen erheblich steigern konnte. Vor allem durch den gestiegenen Tarifvertrag im öffentlichen Dienst wies das Museum im Jahr 2007 ein Etatdefizit von über 300.000 Euro auf, in dessen Folge es etwa 50 von ehemals über 200 Museumsmitarbeitern entlassen musste.

## Werke
- Entstehung, Entwicklung, Dokumentation und Vergleich der Achtzehnpfünder-Fregatten aus Großbritannien, Frankreich und den Vereinigten Staaten von Amerika., Diss. 2001,  Elektronische Ressource  PDF-Datei 7,5 MB, 2004
- Ich diente nur der Technik. Nicolai Verlag, Berlin, 1995
- Die Flotte des Grossen Kurfürsten und die Marinepolitik Brandenburg-Preussens. Deutsches Technikmuseum Berlin, [1989 ?]
- Admiral Nelsons Epoche. Mittler, Herford, c 1987
- Schiffahrt und Kunst in Frankreich. Schiffahrtsverlag Hansa, Hamburg, 1987